# International Fur Federation
Die International Fur Federation (IFF), bis Oktober 2013 International Fur Trade Federation (IFTF), ist die einzige Organisation, die international die Pelzindustrie vertritt und deren Praktiken und Handel reguliert. Die Geschäftsstelle befindet sich in London. Im Jahr 2019 repräsentierte der Weltpelzverband weltweit 56 Mitgliedsverbände. Er fördert das Geschäft mit Pelzen und richtet für die Felle Zertifizierungs- und Rückverfolgbarkeitsprogramme ein. Er engagiert sich für junge Designer und Einzelhändler, die sich für Pelz und Mode interessieren. Die Mitglieder umfassen alle Bereiche der Pelzbranche, darunter Züchter, Fallensteller, Auktionshäuser, Broker, Fellhändler, Rauchwaren-Kommissionäre, Veredler, Konfektionäre, Kürschner, Einzelhändler und Designer.

## IFF-Mandat

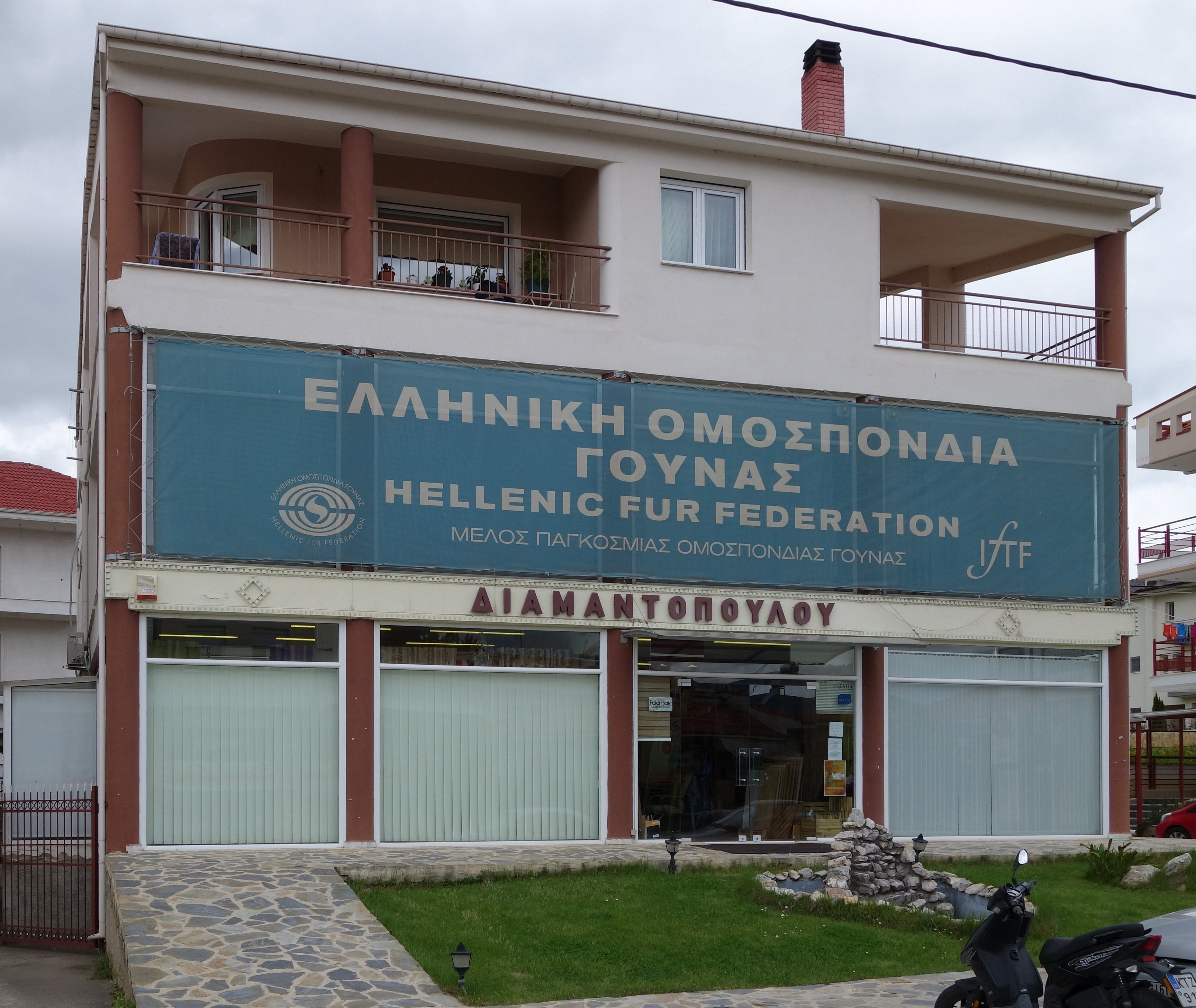
Geschäftsstelle der Griechischen Pelz-Organisation in Kastoria, noch mit dem alten Logo „IFTF“ (2014)

Die International Fur Federation hat nach einem im Jahr 2010 publizierten Selbstverständnis den Auftrag,
„1. den Mitgliedern Ratschläge zu geben und Hilfestellung zu leisten, um sicherzustellen, dass ein internationales Netzwerk für die Pelzbranche aufrecht erhalten wird.“
„2. bei der Koordinierung der Brancheninteressen auf der politischen Ebene Hilfestellung zu leisten und als Verbindungsglied mit Regierungen, offiziellen Behörden und Institutionen einschließlich derjenigen der EU zu agieren.“
„3. ein objektives Bild der heutigen Pelzbranche den Medien, Meinungsbildnern und Politikern gegenüber zu kommunizieren, sowie als Anlaufstelle für weitere Informationen, insbesondere auch für die jeweils aktuellen Modetrends, zu dienen.“
„4. junge Mode-Designer zu ermutigen, mit Pelz zu arbeiten und ein Verständnis für die Rolle des Pelzes in der Mode bei den internationalen Medien, den Modeschulen und Bildungsinstitutionen zu fördern.“
„6. laufende Forschungsarbeiten zum Wohlergehen der Pelztiere, die auf Farmen gehalten werden, zu unterstützen ebenso wie die Entwicklungen zum artgerechten Fallenfang.“
„7. Naturschutzprojekte, die im Zusammenhang mit Pelztieren stehen, zu unterstützen.“

## Organisation
Im Jahr 2019 umfasste das IFF 56 Mitglieder aus etwas mehr als 40 Ländern. Dabei handelt es sich um Organisationen, die Handelsverbände oder Züchterorganisationen in ihrem Land vertreten. Die IFF ist in vier Regionen gegliedert, Europa, Amerika, Asien und Eurasien. Jede Region hat einen Regionaldirektor, der eng mit dem IFF-Büro zusammenarbeitet. Alle Mitglieder der International Fur Federation haben einen Verhaltenskodex unterzeichnet, der besagt, dass sie die einschlägigen Regeln und/oder Vorschriften ihres Landes/ihrer Region beachten und einhalten werden in Bezug auf: Tierschutz, Umweltstandards, Arbeitsgesetze, Antikartell-, Antibestechungs- und Antikorruptionsgesetz, internationale
Übereinkommen einschließlich CITES. Jedes Mitglied hat das Recht, bis zu vier nationale Delegierte in den IFF-Rat zu entsenden, der derzeit einmal im Jahr zusammentritt.Stand 2019
Jeder Verband der Pelzbranche kann der IFF beitreten, vorausgesetzt er erfüllt folgende Bedingungen: „Jeder Pelzbranchenverband, dessen Geschäftsbetrieb nicht auf Gewinnerzielung ausgerichtet ist, dessen Interessen sich auf den Handel mit Fellen und/oder daraus hergestellten Produkten und/oder deren Verarbeitung beschränken, ist berechtigt, als Mitglied beizutreten, …“ Ursprünglich konnte jedes Land drei Mitglieder in den Vorstand berufen, im Oktober 2010 wurde der Vorstand auf sieben gewählte Mitglieder des IFTF plus sieben Mitglieder der Auktionshäuser verkleinert.
Die Mitglieder des Internationalen Pelzverbandes erhalten Ratschläge und Richtlinien zu Handelsfragen, Neuigkeiten zu wissenschaftlichen, politischen und sozialen Entwicklungen, Mode und Trends sowie Unterstützung für die PR-Arbeit. Die IFF organisiert regelmäßig Seminare und Workshops für ihre Mitglieder.

## Geschichte

### Internationaler Verband der Pelzindustrien
Vorläufer der International Fur Federation war der Internationale Verband der Pelzindustrien – Fédération Internationale de la Fourrure – International Federation of the Fur Industry mit Sitz in Leipzig.
Im Juni 1930 fand in Leipzig die Internationale Pelzfach-Ausstellung (IPA) statt, und mit ihr der erste und wohl einzig gebliebene Welt-Pelz-Kongress. Wesentlichstes Ergebnis des Kongresses war die erstmalige Gründung eines internationalen Verbandes der Pelzwirtschaft. Zum Präsidenten wurde am 26. Juni 1930 einstimmig der deutsche Rauchwarenhändler Fritz Hollender gewählt, der Vorsitzende der Arbeitsgemeinschaft der deutschen Pelzwirtschaft. Ihm zur Seite wurde ein Ausschuss aus führenden Persönlichkeiten der Pelzbranche gestellt, die gemeinsam die Verfassung des Verbandes erarbeiteten.
Wichtigste Aufgabethemen für den Verband waren Fragen des Gläubigerschutzes, des Schiedsgerichts, Zollprobleme, Pelz-Sortiments und -Artikelbezeichnungen, die Kürschnerinteressen, das Vertreterwesen, Pelzveredlungsfragen, das Auktions- und Messewesen, die Fachpresse, die weltweite Werbung („Weltpropaganda“), Maßnahmen gegen die Doppelbesteuerung von Auslandsniederlassungen, die wissenschaftliche Bearbeitung der Geschichte der Pelzwirtschaft, die Sammlung der Handelsgebräuche und eine internationale Regelung der Zahlungsbedingungen.
Der Gründungsbeschluss wurde einstimmig gefasst, mit Ausnahme Englands, das sich der Stimme enthielt (London war einer der damaligen drei großen Welthandelsplätze, neben New York und Leipzig). Vertreten in der entsprechenden Kommission waren die Abgeordneten der Länder Argentinien, Belgien, Dänemark, Deutschland, England, Finnland, Frankreich, Italien, Kanada, Norwegen, Österreich, Polen, Rumänien, Schweden, Tschechoslowakei, Ungarn und der Vereinigten Staaten von Amerika. Dem Beschluss traten außerdem die Niederlande, Spanien und die Schweiz bei.
Der Wiener Kürschner Alexander Tuma, der als Gründungsort und Sitz des Verbandes gerne Wien gesehen hätte, stellte fest, dass die Ausschüsse eine Zeitlang weiter arbeiteten und über ihre Ergebnisse in der Fachpresse berichteten, es dann jedoch immer stiller wurde. Er führte eine gewisse Teilnahmslosigkeit auswärtiger Mitglieder darauf zurück, das das Ausland dem Sitz in Deutschland eine gewisse Reserve entgegenbrachte: „Mit dem nationalsozialistischem Regime riss das Band dann vollends entzwei, so dass auch der folgende II. Weltkrieg nicht für den Abbruch der Verbindungen verantwortlich gemacht werden kann“.
Philipp Manes, der Publizist der Pelzbranche, schrieb 1941, während des Krieges und vor seiner Verschleppung und Ermordung im Konzentrationslager:
„In jenen vielen gedruckten Referaten [des Welt-Pelz-Kongresses] ist eine wertvolle Kleinarbeit niedergelegt, die berufen gewesen wäre, der Branche ein Fundament zu geben, auf dem eine Generation von Fachleuten hätte weiter aufbauen können.“
„Es hat nicht sollen sein.“
„Aber verloren sind die Ergebnisse des Kongresses nicht, formell besteht der Internationale Verband noch, und wenn einst die befriedete Zeit die Handelsbeziehungen wieder aufnimmt, muss sie zur Ordnung des Weltpelzhandels damit ihre Arbeit beginnen, wo wir 1930 aufhörten.“

### International Fur Federation (IFF)
Die International Fur Federation wurde im Jahr 1949 auf kanadische Initiative in London als „International Fur Trade Federation (IFTF)“ gegründet, eigentlich „ein Wiederbeginn der Tätigkeit des Weltpelzverbands nach dem Kriege“. Im Oktober 2013 wurde der Name in „International Fur Federation (IFF)“ verkürzt. Der Welthandel mit Pelzen war während des Zweiten Weltkrieges fast vollständig ins Stocken geraten und lief auch in den ersten Nachkriegsjahren nur sehr zögernd wieder an. Auf vielen Märkten herrschte Chaos. Die Einfuhr- und Devisenbewirtschaftungsmaßnahmen wurden von vielen Staaten aufrechterhalten. Die Transportmöglichkeiten waren äußerst begrenzt, und jeder Versand schwierig und langsam. Deshalb beschloss man in der Pelzbranche, sich erneut international zusammenzuschließen, um die Probleme über die Landesgrenzen hinweg zu lösen.
Der Deutsche Rauchwarenverband gehört dem damaligen IFTF seit seiner Wiedergründung nach dem Krieg an. Ihr erster Präsident (Chairman) war Ashley Patrick Cooper. Spätere, deutsche Präsidenten waren Otto Nauen (1958–1960), Jürgen Thorer (ab 1970). Andreas Lenhart (* 1941) schied 2011 nach 39 Jahren aus dem Vorstand des weltweiten Branchenverbands IFTF – International Fur Trade Federation aus, dem er die letzten neun Jahre vorstand. Johannes Manakas, seit 2013 im Vorstand, wurde im Jahr 2015 in Frankfurt am Main für vier Jahre zum Chairman gewählt. Österreich wurde zeitweilig durch Robert Liska, später durch Aron Liska vertreten.
2023 waren im Vorstand: Johannes Manakas (Vorsitzender), Markus Sjöholm (Vize-Vorsitzender), Andreas Lenhart (Schatzmeister). Als neue Mitglieder wurden aufgenommen: Serbien, Tschechische Republik, Kirgistan und das Unternehmen Blackglama.

## Mitgliedsbetriebe im Jahr 2019
- Afghanistan: Karakul Institute
- Argentinien: Federación Argentina de Comercionalización e Industrialización de la Fauna (FACIF); Chinchilla Industry Council (CIC)
- Belarus: Belpushnina
- Belgien: Belgische Bontfederatie VZW
- Brasilien: ACHILA
- China: China Fur Commission; Young Entrepreneurs Fur Committee Huasi Agricultural Development Co Ltd.; China Chamber of Commerce for Import & Export of Foodstuffs, Native Produce & Animal By-Products; China Animal Products Marketing Association
- Dänemark: Kopenhagen Fur; Dansk Pelsgrossistforening (2024 in Liquidation)
- Deutschland: Deutscher Pelz-Gross- und Aussenhandelsverband e. V.
- Dubai: Dubai Fur Trade Association
- Estland: Estonian Fur Association
- Finnland: Fur Finland
- Frankreich: Association La Fourrure Française
- Griechenland: Hellenic Fur Federation
- Großbritannien: British Fur Trade Association
- Hongkong: Hong Kong Fur Federation; International Fur Brokers Association Ltd. (assoziiert)
- Irland: Irish Fur Breeders’ Association
- Island: Icelandic Fur Trade Association
- Italien: Associazione Italiana Pellicceria
- Japan: Japan Fur Association
- Kanada: Fur Institute of Canada; Fur Council of Canada; Canada Mink Breeders Association; The North American Wild Fur Shippers Council (assoziiert)
- Kasachstan: Kazakhstan Fur Trade and Industrial Association
- Malaysia: FURASMAL – Fur Association Malaysia
- Namibia: Karakul Board of Namibia
- Neuseeland: New Zealand Fur Council Incorporated
- Niederlande: Netherlands Bont Instituut
- Norwegen: Pelsinform; Norges Pelsdyralslag
- Österreich: Bundesgremium des Agrarhandels
- Polen: Stowarzyszenie Futrzarzy Polskich
- Rumänien: Inda M Com S.R.L
- Russland: Russian Fur Union; AC “Sojuzpushnina” Ltd.
- Schweden: Swedish Fur Breeders’ Association
- Schweiz: SwissFur
- Slowakei: Asociácia Kozusnikov Slovenska
- Slowenien: Chamber of Craft and Small Businesses Section of Furriers and Tanners
- Spanien: Spanish Fur Association (SFA)
- Südkorea: Korea Fur Industry Cooperative
- Tschechische Republik: Česka kožešinová asociace z. s. (Czech Fur Association)
- Türkei: KSIAD (Fur Industrialists & Businessmen Association)
- Taiwan: Taiwan Textile Federation
- Ukraine: Ukrainian Association of Furriers
- Ungarn: Hungarian Fur Trade Association
- USA: Fur Information Council of America; Fur Commission USA; American Legend Cooperative
- Überregional: International Dressers & Dyers Association (IFDDA)[1]